# Зоолошки врт Порт Харкорт
Зоолошки врт Порт Харкорт је државни зоолошки врт у граду Порт Харкорт у Нигерији. Зоолошки врт је основан 1974. године од стране војног гувернера Алфреда Диете-Спифа и званично је отворен за јавност 1. октобра 1975.
Налази се у Транс Амади, у држави Риверс, и овај зоолошки врт је рангиран међу главним туристичким атракцијама у граду и сматра се једним од нигеријских водећих центара за очување. Међународни аеродром Порт Харкорт се налази 22,5 km северозападно од парка.
До 18. јуна 2012. године, влада државе Риверс је саопштила да планира да доведе нове животиње у зоолошки врт и да у потпуности обнови његово стање тако да одговара глобалним стандардима.